# Alexa Chung
Alexa Chung, född 5 november 1983 i Privett i Hampshire, England, är en brittisk programledare och fotomodell.
Chung dök upp på Elle-galan 2008 i en rosa Luella Bartley-klänning och blev därefter stilikon världen över. Efter det har hon fått en egen TV-show, It's On with Alexa Chung, på MTV. Hon varit med på flera tidningsomslag, bland andra Vogue och Elle. 2009 var hon med på Vogues lista över årets bäst klädda.
Sedan juni 2009 arbetar Chung som skribent på brittiska Vogue.